# Turnblatt der Niedersachsen und Friesen
Das Turnblatt der Niedersachsen und Friesen war eine deutsche Sportzeitschrift.
Es war das offizielle Amtsblatt des Kreises 5a der Deutschen Turnerschaft. Es erschien von 1909 bis 1935 in Bremen und ging im Turnblatt Niedersachsen und später im Nordischen Turnblatt auf.